# Солопанов, Юлиан Владимирович
Юлиа́н Влади́мирович Солопа́нов (1925—1991) — советский деятель правоохранительных органов и педагог, доктор юридических наук, профессор, генерал-майор, заслуженный юрист РСФСР (1975). Начальник Всесоюзного научно-исследовательского института охраны общественного порядка при МООП СССР (1966—1975 и 1984—1987 как ВНИИ МВД СССР) и Высшей школы милиции МВД СССР (1975—1984).

## Биография
Родился 21 апреля 1925 года в городе Рязани в семье служащего.
С 1942 года участник Великой Отечественной войны — радист-шифровальщик разведывательно-диверсионных подразделений РККА—НКВД. С 1944 года оперативный сотрудник отделов УМГБ СССР и УРКМ МГБ СССР по городу Ленинграду.
С 1956 года после окончания с отличием Высшей школы МВД СССР, учился в адъюнктуре по кафедре уголовного права. В 1959 году защитил кандидатскую диссертацию, преподаватель Высшей школы МВД СССР, с 1961 года старший преподаватель и заведующий кафедрой Научно-исследовательского института криминалистики МВД СССР.
С 1964 по 1965 — инструктор Отдела административных органов ЦК КПСС.
С 1965 по 1975 — начальник Всесоюзного научно-исследовательского института охраны общественного порядка при Министерстве охраны общественного порядка РСФСР (позднее при МООП МВД СССР).
С 1975 года начальник Высшей школы МВД СССР. С 1984 года вновь начальник ВНИИ МВД СССР.
С 1987 года в отставке, С 1987 по 1991 годы профессор кафедры уголовного права Академии МВД СССР.